# Nesrin Cavadzade
Nesrin Cavadzade (aserbaidschanisch: Nəsrin Cavadzadə; * 30. Juli 1982 in Baku, Aserbaidschanische SSR, Sowjetunion) ist eine türkische Schauspielerin mit aserbaidschanischer Abstammung.

## Leben und Karriere
Cavadzade wurde in Baku, Aserbaidschanische SSR, geboren. Sie zog im Alter von 11 Jahren mit ihrer Mutter nach Istanbul. Sie studierte an der Marmara-Universität. Ihr Debüt gab sie in der Fernsehserie Yersiz Yurtsuz. Danach spielte sie in der Fernsehserie Samanyolu. Außerdem trat sie in Ağır Roman Yeni Dünya auf. Unter anderem bekam sie Rollen in den Serien Görüş Günü Kadınları und Küçük Ağa.
Cavadzade bekam 2011 Auszeichnungen beim Antalya Golden Orange Film Festival als Beste Nebendarstellerin und 2014 als Beste Hauptdarstellerin.

## Privates
Nesrin Cavadzade ist seit November 2020 mit dem türkischen Schauspieler Gökhan Alkan zusammen.

## Diskografie
Singles
- 2020: Bir Rüya Gördüm
- 2020: Sen Benim Şarkılarımsın
- 2023: Çarçur (mit Umut Timur)

## Filmografie
Filme
- 2003: Walk on Water
- 2006: Pazar – Der Markt
- 2007: Dilber'in Sekiz Günü
- 2008: Gitmek: Benim Marlon ve Brandom
- 2009: Acı
- 2011: Güzel Günler Görecegiz
- 2011: Yangın Var
- 2013: Derin Nefes Al
- 2014: Kuzu
- 2014: Annemin Şarkısı
- 2014: Son Mektup
- 2018: El desentierro
- 2020: Aşk Tesadüfleri Sever 2

Serien
- 2007: Yersiz Yurtsuz
- 2008: Dilber'in Sekiz Günü
- 2010: Samanyolu
- 2011: Al Yazmalım
- 2012: Ağır Roman Yeni Dünya
- 2013: Görüş Günü Kadınları
- 2014: Küçük Ağa
- 2016: Kış Güneşi
- 2017–2018: Bizim Hikaye
- 2019–2020: Yasak Elma
- 2020: Bir Başkadır
- 2021–2022: Üç Kuruş
- Seit 2023: Şahane Hayatım

## Auszeichnungen
Gewonnen
- 2008: 2008 Bursa İpekyolu Film Festivali in der Kategorie „Beste Schauspielerin“[10]
- 2009: 20. Ankara Uluslararası Film Festivali in der Kategorie „Beste Schauspielerin“[11]
- 2011: 48. Altın Portakal Film Festivali in der Kategorie „Beste Nebendarstellerin“[12]
- 2012: 23. Ankara Uluslararası Film Festivali in der Kategorie „Beste Schauspielerin“[13]
- 2012: 17. Sadri Alışık Tiyatro ve Sinema Oyuncu Ödülleri in der Kategorie „Beste Schauspielerin in einer Komödie“[14]

Nominiert
- 2010: 42. Sinema Yazarları Derneği Ödülleri in der Kategorie „Bestes Performence“
- 2010: 3. Yeşilçam Ödülleri in der Kategorie „Beste Schauspielerin“[15]
- 2012: 44. Sinema Yazarları Derneği Ödülleri in der Kategorie „Bestes Performence“[16]
- 2020: 46. Altın Kelebek Ödülleri in der Kategorie „Beste Schauspielerin“[17]